# Cantó de Sarcelles-Nord-Est
El cantó de Sarcelles-Nord-Est és un antic cantó francès del departament de Val-d'Oise, que estava situat al districte de Sarcelles. Comptava amb part del municipi de Sarcelles.
Al 2015 va desaparèixer i el seu territori va passar a formar part del nou cantó de Sarcelles.

## Municipis
- Sarcelles (part)

## Història
| Data d'elecció                           | Identitat             | Partit | Qualitat |
| ---------------------------------------- | --------------------- | ------ | -------- |
| 1964-1967                                | Henri Canacos         | PCF    |          |
| 1967-1977                                | Michel Briand         | PCF    |          |
| 1977-1992                                | Marie-Claude Beaudeau | PCF    |          |
| 1992-1998                                | Jean-Claude Mestre    | RPR    |          |
| 1998-2008                                | François Pupponi      | PS     |          |
| 2008-                                    | Youri Mazou-Sacko     | PS     |          |
| les dades anteriors no són pas conegudes |                       |        |          |
|                                          |                       |        |          |